# الوعرة (الضالع)
الوعرة هي إحدى قرى الجمهورية اليمنية. تتبع جغرافيا لمحافظة الضالع و إداريًا لمديرية الضالع. يبلغ تعداد سكانها 2208 نسمة حسب الإحصاء الذي أجري عام 2004.